# Verteidigungsbezirkskommando 87
Das Verteidigungsbezirkskommando 87 war ein Verteidigungsbezirkskommando der Bundeswehr mit Sitz des Stabs in Neubrandenburg. Hauptaufgabe des Kommandos war die Territoriale Verteidigung in seinem Verteidigungsbezirk.

## Geschichte

### Aufstellung
Nach der Wiedervereinigung wurden im ehemaligen Militärbezirk V der Landstreitkräfte der Nationalen Volksarmee zügig die aus Westdeutschland bekannten territorialen Strukturen geschaffen (vgl. die Gliederung des Territorialheeres um 1989). Das Verteidigungsbezirkskommando wurde zur Einnahme der Heeresstruktur V Anfang der 1990er-Jahren als Teil des Territorialheeres ausgeplant und dem Befehlshaber im Wehrbereich VIII unterstellt. Angelehnt an die zivile Verwaltungsgliederung in Westdeutschland sollte der Verteidigungsbezirk in etwa einem (zukünftigen) Regierungsbezirk entsprechen. Bei der Aufstellung orientierte man sich aber beim Zuschnitt des neuen Verteidigungsbezirks zunächst noch ungefähr an dem aus der Deutschen Demokratischen Republik bekannten Bezirk Neubrandenburg. Entsprechend war auch der Standort des Stabs Neubrandenburg.

### Wechsel zum Wehrbereichskommando I
Zum 1. Oktober 1997 wurde das Wehrbereichskommando VIII aufgelöst. Die Führung der Verteidigungsbezirkskommandos in Mecklenburg-Vorpommern, also auch die Führung des Verteidigungsbezirkskommandos 88, wurde dem Wehrbereichskommando I übertragen.

### Vergrößerung des Verteidigungsbezirks
Analog zu Reduzierung der Anzahl der Verteidigungsbezirkskommandos in anderen Ländern entfiel in Mecklenburg-Vorpommern zum 31. März 1998 das Verteidigungsbezirkskommando 88. Da in Mecklenburg-Vorpommern anders als in einigen anderen ostdeutschen Ländern keine Regierungsbezirke eingerichtet wurden, musste man sich bei der Neuabgrenzung der Verteidigungsbezirke nicht an den Zuständigkeitsbereichen staatlicher Mittelbehörden orientieren. Der östliche Teil des Verteidigungsbezirks 88, der insgesamt in etwa dem Bezirk Rostock der untergegangenen Deutschen Demokratischen Republik entsprach, wurde dem Verteidigungsbezirk 87 eingegliedert. Der Verteidigungsbezirk 87 entsprach nun (sehr) grob dem Landesteil Vorpommern.

### Wechsel in die Streitkräftebasis
2001 wurde das Territorialheer aufgelöst. Die Wehrbereichskommandos und Verteidigungsbezirkskommandos wurden der neu aufgestellten Streitkräftebasis unterstellt. Die Wehrbereiche und Verteidigungsbezirke wurden grundlegend neu geordnet und ihre Anzahl reduziert. Der bereits 1998 neu zugeschnittene Verteidigungsbezirk 87 blieb aber unverändert erhalten; das Verteidigungsbezirkskommando 87 unterstand auch weiterhin dem Wehrbereichskommando I „Küste“. Die unterstellten Verteidigungskreiskommandos wurden aufgelöst und seine Aufgaben teils den neu aufgestellten Kreisverbindungskommandos übertragen.

### Auflösung
Das Verteidigungsbezirkskommando wurde 2007 außer Dienst gestellt. Einige seiner Aufträge wurden dem neu aufgestellten Landeskommando Mecklenburg-Vorpommern sowie den unterstellten Bezirksverbindungskommandos übertragen.

## Verbandsabzeichen

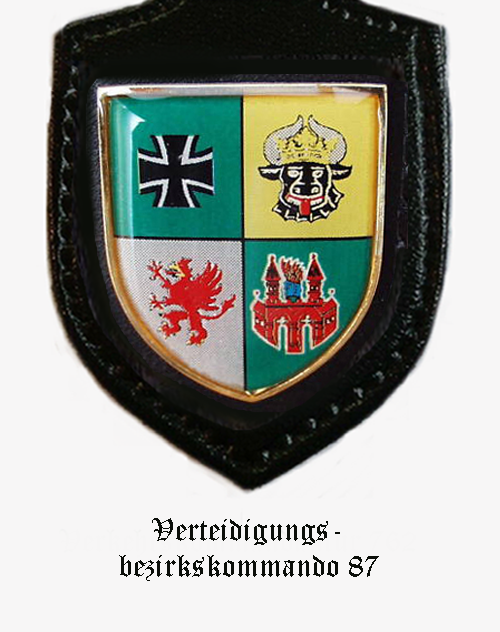
Internes Verbandsabzeichen des Stabes/Stabskompanie

Das Verteidigungsbezirkskommando führte aufgrund seiner Ausplanung als überwiegend nicht aktiver Truppenteil kein eigenes Verbandsabzeichen. Die wenigen aktiven Soldaten trugen daher das Verbandsabzeichen des übergeordneten Wehrbereichskommandos.
Als „Abzeichen“ wurde daher unpräzise manchmal das interne Verbandsabzeichen des Stabes und der Stabskompanie „pars pro toto“ für das gesamte Verteidigungsbezirkskommando genutzt. Das interne Verbandsabzeichen enthielt als Hinweis auf den Stationierungsraum Elemente aus dem Wappen Mecklenburg-Vorpommerns und aus dem Stadtwappen Neubrandenburgs. Es zeigte als Figuren den pommerschen Greif, den mecklenburgischen Auerochsenkopf und das Neubrandenburger Stadttor mit dem Stechhelm mit den roten Federn des Brandenburger Adlers, der wiederum auch im Landeswappen abgebildet ist. Das Eiserne Kreuz ist das Hoheitszeichen der Bundeswehr.